# Боргосезија
Боргосезија (итал. Borgosesia) је насеље у Италији у округу Верчели, региону Пијемонт.
Према процени из 2011. у насељу је живело 10967 становника. Насеље се налази на надморској висини од 414 м.

## Становништво
| 1931.  | 1936.  | 1951.  | 1961.  | 1971.  | 1981.  | 1991.  | 2001.  | 2011.  |
| ------ | ------ | ------ | ------ | ------ | ------ | ------ | ------ | ------ |
| 10.193 | 10.956 | 11.702 | 14.042 | 16.219 | 15.992 | 14.731 | 13.926 | 13.031 |